# Lupta de la Focșani (1916)
Lupta de la Focșani a fost o acțiune militară de nivel tactic, desfășurată pe Frontul Român, în timpul campaniei din anul 1916 a participării României la Primul Război Mondial. Ea s-a desfășurat în perioada 22 decembrie 1916/4 ianuarie 1917 - 27 decembrie 1916/9 ianuarie 1917 și a avut ca rezultat victoria forțelor Puterilor Centrale, în ea fiind angajate forțe române din Grupul „Râmnic” și forțe ale Puterilor Centrale din Corpul I Rezervă. A făcut parte din acțiunile militare care au avut loc în stabilizarea frontului pe Siret.:p. 537

## Comandanți

### Comandanți români
- General Arthur Văitoianu

### Comandanți ai Puterilor Centrale
- General Curt von Morgen